# Théodora (épouse de Romain Ier Lécapène)
Pour les articles homonymes, voir Théodora.
Théodora (décédée le 20 février 922) était l'épouse de Romain Ier Lécapène.

## Impératrice
On ignore son origine et le milieu dont elle était issue. En mai ou juin 919 elle devint la belle-mère de Constantin VII quand sa fille, Hélène Lécapène, épousa le jeune empereur. Son mari, Romain, était drungarios (amiral) de la marine byzantine et exerça la régence pour leur gendre.
Romain fut proclamé basiléopatôr, c'est-à-dire « père de l'empereur », à l'occasion du mariage. En septembre 920 il fut investi comme césar. Le 17 décembre 920, il fut couronné co-empereur et, dans les faits, c'est lui qui devint le plus important des deux empereurs associés. Théodora fut couronnée Augusta en janvier 921 et elle resta impératrice jusqu'à sa mort, un an plus tard.
Elle fut inhumée en décembre 922 dans l'église du Myrelaion.

## Son statut d'épouse
Elle est la seule femme de Romain Ier que mentionnent les sources primaires et elle est traditionnellement considérée comme la mère de tous ses enfants légitimes. Cependant, la question s'est posée de savoir si elle n'était pas seulement sa deuxième épouse.
Syméon Métaphraste nous parle d'un certain magister Nicétas en tant que beau-père de Romain Ier. Ce serait sans doute faire de lui le père de Théodora. Toutefois d'autres chroniques nous donnent ce Nicétas comme le père de Sophie, l'épouse de Christophe Lécapène. Christophe était le fils aîné de Romain. On considère généralement que Syméon a sans doute commis une erreur. Toutefois, dans Familles Byzantines (1975) Jean-François Vannier estime qu'il ne s'est pas trompé et que, à la fois, le père et le fils avaient épousé des filles de Nicétas. Ce qui signifierait que Théodora ne pouvait pas être la mère de Christophe : ce dernier ne pouvait pas épouser sa sœur.
Il conclut son argumentation en estimant que Christophe était le fruit d'un mariage antérieur et que Théodora était la seconde femme de Romain.

## Enfants
On considère donc que les enfants de Romain et de Théodora sont les suivants :
- Constantin Lécapène, co-empereur de 924 à 945 et décédé en 946.
- Étienne Lécapène, co-empereur de 924 à 945 et décédé en 967.
- Hélène Lécapène, qui épousa l'empereur Constantin VII.
- Agathe Lécapène, qui épousa Romain Argyre ; leur petit-fils fut l'empereur Romain III Argyre.
- Théophylacte Lécapène, patriarche de Constantinople de 933 à 956.

Par contre le fils aîné de Romain Christophe Lécapène était le fils de sa première épouse Maria.